# Rave-up Tonight
「Rave-up Tonight」（レイヴ アップ・トゥナイト）は、Fear, and Loathing in Las Vegasの2枚目のシングル。2014年1月15日にバップから発売された。

## 概要
前作「All That We Have Now」から約1年半ぶりのリリースであり、新メンバーであるKei加入後初のシングル。彼の演奏の特徴であるスラップ奏法を取り入れるなどの新要素が存在する。前作に引き続き、初回限定生産シングルとして発売された。現在は完売。
オリコン週間チャートで、第3位を記録し、バンド史上最高順位を記録した。iTunesでは表題曲のみ配信されていたが、10月28日以降は全曲配信された。
表題曲「Rave-up Tonight」ではギターのSxunもSoと共にクリーンボーカルを務めている。Sxunがボーカルを務めるのはSo加入前以来になる。「The Courage to Take Action」ではTaikiが前作アルバムの「Scream Hard as You Can」に続いてコーラスやシンガロングを担う。
リミックスを依頼したアーティストに関して、Tomonoriは「まずは自分たちが好きなアーティストという点。そして自分たちの音楽を違った視点で見てリミックスしてくださる方たちだと感じたことが決め手です」と述べている。

## 収録曲
| #         | タイトル                                                                            | 作詞                            | 作曲・編曲                      | 時間 |
| --------- | ----------------------------------------------------------------------------------- | ------------------------------- | ------------------------------- | ---- |
| 1.        | 「Rave-up Tonight」                                                                 | Fear, and Loathing in Las Vegas | Fear, and Loathing in Las Vegas | 3:24 |
| 2.        | 「The Courage to Take Action」                                                      | Fear, and Loathing in Las Vegas | Fear, and Loathing in Las Vegas | 3:15 |
| 3.        | 「Step of Terror」                                                                  |                                 |                                 | 3:29 |
| 4.        | 「Ley-Line (BOOM BOOM SATELLITES REMIX)」                                           |                                 |                                 | 5:09 |
| 5.        | 「My Dear Lady, Will You Dance With Me Tonight? (Takkyu Ishino’s Rave 1991 Remix)」 |                                 |                                 | 5:30 |
| 6.        | 「Chase the Light! (ヒャダインのリリリリ☆リミックス)」                              |                                 |                                 | 4:18 |
| 合計時間: | 合計時間:                                                                           | 25:06                           |                                 |      |

## 曲解説
1. Rave-up Tonight　
表題曲。MVが制作されている。監督は鈴木ダイシン。
Sxunがボーカルをとることになった経緯について、Sxunは「確か最初は違うデモを作っている時に、サビにハモリではない2つのメロディをたまたま入れたことがあってこういうのもありだねっていう話しになってヴォーカル・パートを2線作るというアイディアが生まれました。そして新しい声の要素として、今まで俺はシンガロング・パートとかも入ってなかったのでマネージャーから歌ってみようか、と提案してもらいました[4]」と述べている。
MVではイントロ部分でMinamiとSoが同じ振り付けのダンスを見せるが、これは「元々Minamiだけがしていた動きを2人で合わせてやったら面白いんじゃないかという話が挙がり、やってみた[4]」とのこと。
2. The Courage to Take Action
Sxun曰く、「Rave-up Tonight」がラスベガスらしさと新しさを兼ね備えたダンス・チューンになっていて、「Step of Terror」がシャウト・メインのコアな曲なので、もう1つはスクリーモや少しカオスな要素をメインにした感じにして、3曲でうまくラスベガスの新しい2面性やバランスと変わらない良さをシングルで表現出来るようにこういう曲調にしたとのこと[3]。
3. Step of Terror
1stDVD&Blu-ray『The Animals in Screen』にMVで収録されていたが、初めてCDに収録された。
4. Ley-Line (BOOM BOOM SATELLITES REMIX)
BOOM BOOM SATELLITESによる、2ndアルバム『All That We Have Now』の収録曲である同曲のリミックス。
5. My Dear Lady, Will You Dance With Me Tonight? (Takkyu Ishino’s Rave 1991 Remix)
石野卓球による、1stアルバム『Dance & Scream』の収録曲である同曲のリミックス。
6. Chase the Light! (ヒャダインのリリリリ☆リミックス)
ヒャダインによる、1stミニアルバム『NEXTREME』の収録曲である同曲のリミックス。

## 収録アルバム
Rave-up Tonight
- 『PHASE 2』

## タイアップ
Rave-up Tonight
- アーケードゲーム「機動戦士ガンダム エクストリームバーサス マキシブースト」OPテーマ
- 日本テレビ系バラエティ番組『ぐるぐるナインティナイン』EDテーマ

## 演奏
- So : Vocal
- Minami : Vocal, Keyboard
- Sxun : Guitar, Vocal, Chorus
- Taiki : Guitar, Vocal, Chorus
- Tomonori : Drums
- Kei : Bass Guitar